# Namibe
Namibe er en by i den sydvestlige del af Angola med et indbyggertal på ca. 255.000 (2014) indbyggere. Byen ligger ved landets atlanterhavskyst og er hovedstad i provinsen Namibe.